# روبرتو بیانکی مونترو
روبرتو بیانکی مونترو (ایتالیایی: Roberto Bianchi Montero؛ ۷ دسامبر ۱۹۰۷ – ۷ دسامبر ۱۹۸۶) کارگردان فیلم، فیلم‌نامه‌نویس و بازیگر اهل ایتالیا بود.
از فیلم‌ها یا مجموعه‌های تلویزیونی که وی در آن‌ها نقش داشته‌است، می‌توان به التهاب در حومه شهر، زنان و جادو در کنار شیطان، خدمتکار، بسیار لذت‌بخش، کاملاً مرده و شب‌های داغ کالیگولا اشاره نمود.